# Strontiumhydrogenphosphat
Strontiumhydrogenphosphat, Sr(HPO4), ist das Strontiumsalz der Phosphorsäure in Form eines Hydrogenphosphats.

## Darstellung
Die Darstellung von SrHPO4 kann durch Reaktion von Strontiumchlorid mit Diammoniumhydrogenphosphat erfolgen.
{\displaystyle {\ce {SrCl2 + (NH4)2HPO4 -> SrHPO4 + 2NH4Cl}}}

## Eigenschaften
Strontiumhydrogenphosphat ist ein weißer, kristalliner Feststoff, welcher weder brennbar ist noch explosive Stäube bildet. Allerdings zersetzt sich der Stoff bei Erhitzen oberhalb von 350 °C.
Die Verbindung liegt in drei verschiedenen Modifikationen vor. Die α-Modifikation wird nach obiger Synthese bei unter 25 °C erhalten, die β-Modifikation bei über 40 °C, während dazwischen eine Mischung mit beiden Modifikationen entsteht. Weiterhin existiert noch eine γ-Modifikation.
α-SrHPO4 kristallisiert in der Raumgruppe P1 (Raumgruppen-Nr. 2) mit den Gitterkonstanten a =7,184 Å, b = 6,790 Å, c = 7,256 Å, α = 94,68°, β = 104,97° und γ = 88,77° Die γ-Modifikation bildet dagegen orthorhombische Kristalle in der Raumgruppe Pbca (Raumgruppen-Nr. 61) aus. Die Gitterkonstanten für diese Modifikation lauten a = 8,313 Å, b = 9,259 Å, c = 18,085 Å.

## Verwendung
Die Verbindung dient meist als Ausgangsstoff zur Synthese von Leuchtstoffen wie zweiwertigem Zinn dotiertes Sr2P2O7.
{\displaystyle {\ce {2Sr(HPO4) ->[\Delta] Sr2P2O7 + H2O}}}
Die Nutzung von mit Seltenen Erden dotiertem SrHPO4 als Diode wird untersucht.
Die Verbindung ist auch Gegenstand der medizinischen Forschung, insbesondere in der Therapie von Osteoporose. Dies ist auf die ähnliche Ionengröße und das ähnliche chemische Verhalten von Strontium verglichen mit Calcium zurückzuführen. Eine Studie kam zu dem Ergebnis, dass Cluster von β-SrHPO4 ein geeigneter Carrier für Calciumphosphat in der Osteoporose-Therapie sind. Auch wird die Nutzung von Strontiumhydrogenphosphat zum Binden von Pb2+-Ionen untersucht.